# Campeonato Europeu de Futsal Sub-19
O Campeonato Europeu de Futsal Sub-19 da UEFA é a principal competição para equipas de futsal para jogadores sub-19, organizado pela UEFA.
O torneio é realizado a cada dois anos, tendo a primeira fase final sido realizada em setembro de 2019 na Letónia  e contando com oito equipas.  

## História
Em 2008 a UEFA organizou um Campeonato Europeu de Futsal para equipas Sub-21 em São Petersburgo, na Rússia. Essa prova que seria disputada por 8 equipas na fase final (28 na qualificação) seria vencida pela equipa da casa que bateria na final a Itália por 5-4. Espanha e Ucrânia foram as outras duas semi-finalistas, enquanto Portugal não participou na competição. No entanto este seria um evento que não teria continuidade. 
Em 2017, a UEFA decidiu retomar criar uma nova competição de futsal para as camadas jovens, tendo sido escolhido o escalão de sub-19.
Foi decidido que o primeiro evento se iria realizar em 2019 e a competição se disputaria a cada 2 anos. Devido à Pandemia de COVID-19 a edição de 2021 realizou-se apenas no ano seguinte.

## Vencedores
| Ano  | Anfitrião | Final    | Final      | Final        | Semifinalistas      | Semifinalistas |
| Ano  | Anfitrião | Campeão  | Resultado  | Vice-campeão | Semifinalistas      | Semifinalistas |
| ---- | --------- | -------- | ---------- | ------------ | ------------------- | -------------- |
| 2019 | Riga      | Espanha  | 6–1        | Croácia      | Polónia e Portugal  |                |
| 2022 | Jaén      | Espanha  | 6–2 (a.p.) | Portugal     | Polónia e Ucrânia   |                |
| 2023 | Poreč     | Portugal | 6–2        | Espanha      | Eslovênia e Ucrânia |                |
| 2025 | Chișinău  |          |            |              |                     |                |

## Estatísticas

### Resultados por países
| Equipa    | Campeões         | Vice-campeões | Semi-finalistas  | Top-4 |
| --------- | ---------------- | ------------- | ---------------- | ----- |
| Espanha   | 2 ( 2019, 2022 ) | 1 ( 2023 )    |                  | 3     |
| Portugal  | 1 ( 2023 )       | 1 ( 2022 )    | 1 ( 2019 )       | 3     |
| Croácia   |                  | 1 ( 2019 )    |                  | 1     |
| Polónia   |                  |               | 2 ( 2019, 2022 ) | 2     |
| Ucrânia   |                  |               | 2 ( 2022, 2023 ) | 2     |
| Eslovênia |                  |               | 1 ( 2023 )       | 1     |

### Detalhes da participação
| Equipas       | · 2019 · (8) | · 2022 · (8) | · 2023 · (8) | Total |
| ------------- | ------------ | ------------ | ------------ | ----- |
| Croácia       | 2º           | GS           | GS           | 3     |
| Finlândia     | •            | •            | GS           | 1     |
| França        | •            | GS           | GS           | 2     |
| Itália        | •            | GS           | GS           | 2     |
| Letónia       | GS           | •            | •            | 1     |
| Países Baixos | GS           | •            | •            | 1     |
| Polónia       | SF           | SF           | •            | 2     |
| Portugal      | SF           | 2º           | 1º           | 3     |
| Romênia       | •            | GS           | •            | 1     |
| Rússia        | GS           | ×            | ×            | 1     |
| Eslovênia     | •            | •            | SF           | 1     |
| Espanha       | 1º           | 1º           | 2º           | 3     |
| Ucrânia       | GS           | SF           | SF           | 3     |

Legenda
| - QF – Quartos-de-final - GS – Fase de grupos - Q – Qualificado para o próximo torneio - — Anfitrião | - • – Não se qualificou - × – Não participou - × – Desistiu antes da qualificação/ Banido |